# Natalia Suvorova
Natalia Suvorova, née le 20 août 1995, est une cycliste russe spécialiste du BMX racing.

## Carrière
En 2013, Natalia Suvorova arrive 7e des championnats du monde junior de BMX racing.
En 2014, elle participe à l'épreuve de contre-la-montre des Championnats du monde et s'y place en 13e position. Elle arrive 24e aux Championnats du monde 2015, puis 31e en 2016.
En 2017, elle se classe septième à la Coupe du monde de BMX. L'année suivante, elle est 16e aux Championnats du monde.
Elle porte le numéro 41 sur son dossard.

## Palmarès en BMX

### Jeux olympiques
- Tokyo 2020
  - Éliminée en quarts de finale du BMX

### Championnats du monde
- Papendal 2021
  - 10e du BMX

### Coupe du monde
- 2013 : 29e du classement général
- 2014 : 20e du classement général
- 2015 : 11e du classement général
- 2016 : 9e du classement général
- 2017 : 7e du classement général
- 2018 : 11e du classement général
- 2019 : 47e du classement général
- 2020 : 19e du classement général
- 2021 : 7e du classement général

### Championnats d'Europe
- Erp 2015
  - 5e du BMX
- Glasgow 2018
  - 6e du BMX
- Zolder 2021
  - 6e du BMX

### Coupe d'Europe
- 2014 : 5e du classement général
- 2015 : 9e du classement général
- 2017 : 8e du classement général
- 2018 : 7e du classement général

### Championnats de Russie
- 2021
  -  Championne de Russie de BMX